# Storie (Gino Paoli)
Storie è un album del cantautore italiano Gino Paoli, pubblicato nel 2009.

## Tracce
1. Il marinaio
2. Il nome
3. Il buco
4. Il pettirosso
5. Signora provvidenza
6. La signora e Mauri
7. La chiave
8. L'uomo che vendeva domande
9. La paura
10. La falena
11. Due vite
12. Zanzibar

## Formazione
- Gino Paoli - voce
- Vito Mercurio - basso, contrabbasso
- Maurizio Fiordiliso - chitarra acustica, chitarra classica, chitarra elettrica, chitarra a 12 corde, dobro
- Rosario Jermano - percussioni
- Vittorio Riva - batteria
- Dario Picone - tastiera, pianoforte
- Raffaele Rebaudengo - viola
- Roberto Izzo - violino
- Stefano Cabrera - violoncello
- Francesca Rapetti - flauto